# Epidermophyton
Epidermophyton és un gènere de fongs ascomicots de l'ordre dels onigenals (Onygenales) causants de micosi superficials i cutànies, com per exemple Epidermophyton floccosum, causant de dermatofitosi, peu d'atleta, i onicomicosi, una infecció fúngica del jaç de l'ungla.